# Julius Onah
Julius Onah, född 1983, är en nigeriansk-amerikansk filmregissör.

## Filmografi (i urval)
- 2018 – The Cloverfield Paradox
- 2025 – Captain America: Brave New World